# Золотницкий, Владимир Алексеевич
Влади́мир Алексе́евич Золотни́цкий (5 мая 1969, Москва — 9 октября 2005, там же) — российский тележурналист, автор и ведущий детективных программ на НТВ.

## Биография
Был первым ребёнком в семье народного артиста России Алексея Золотницкого (род. 1946). Учился в языковой школе при МГИМО. В 1993 году окончил с отличием по специальности «правоведение» Московскую высшую школу милиции МВД РФ. По образованию — следователь.
Работал референтом в ЦОС ГУВД Москвы. Вёл телевизионную программу «Петровка, 38». На НТВ начал работать с ноября 1996 года. Принимал участие в создании ряда телевизионных программ криминальной тематики на телеканале.
С 1997 по 2001 год работал шеф-редактором телепрограмм «Криминал» и «Чистосердечное признание» на НТВ.
С июля 2001 по июнь 2003 года вёл первоначальную версию правовой программы «Очная ставка». С сентября 2001 года стал руководить программами отдела правовых программ НТВ «Криминал», «Внимание, розыск!» и «Чистосердечное признание». В 2003 году также руководил программой «Территория выживания».
С 20 августа 2002 по август 2004 года возглавлял Службу правовых программ ОАО «Телекомпания НТВ». В последний год жизни являлся советником генерального директора телекомпании.
Скончался 9 октября 2005 года на 37-м году жизни от опухоли мозга. Прощание прошло 12 октября 2005 года. Похоронен на Ваганьковском кладбище рядом с дедом, режиссёром Алексеем Владимировичем Золотницким.
Знал датский и французский языки. Был женат, остался сын Антон.

## Фильмография
- 2002 — Олигарх — Корреспондент